# Luchs (Film)
Luchs, Originaltitel Lynx, ist ein französisch-schweizerischer Dokumentarfilm des Tierfotografen und Filmemachers Laurent Geslin aus dem Jahr 2021. Er handelt vom Leben einer Luchsfamilie in den jurassischen Bergen.

## Inhalt
Im Schweizer Jura begegnen sich ein Männchen und ein Weibchen des Eurasischen Luchses. Im darauffolgenden Frühjahr kommen drei Jungtiere auf die Welt. Die beiden männlichen Jungtiere überleben nur ein paar Monate lang. Einer der beiden wird von einem Wilderer erschossen, obwohl er zu einer geschützten Tierart gehört, der andere wird von einem Auto überfahren. Die Mutter wird von Wissenschaftlern gefangen und in ein anderes Gebiet gebracht, um der Inzucht, welche das Überleben der Tierart gefährdet, entgegenzuwirken. Das weibliche Jungtier ist jetzt alleine und muss sich selbstständig ein geeignetes Revier und ein Männchen suchen.

## Produktion und Veröffentlichung
Die Produktion des Films betrug insgesamt zehn Jahre. Den Dreharbeiten waren jahrelange Tierbeobachtungen vorausgegangen. Regie führte Laurent Geslin. Außerdem übernahm Geslin das Drehbuch und die Kameraführung. Die Musik komponierten Armand Amar und Anne-Sophie Versnayen. Der Produzent war Florence Adam. Für den Schnitt verantwortlich war Laurence Buchmann. 
Die Vorpremiere des Films fand am Filmfestival in Locarno am 3. August 2021 statt. Der Kinostart des Dokumentarfilms in der Schweiz war am 27. Oktober 2021 und in Frankreich am 22. Januar 2022.

## Rezeption
Auf AlloCiné erhielt der Film eine durchschnittliche Bewertung von 3,4/5 Punkten.
Sabine Kuster schrieb im St. Galler Tagblatt, dass der Film des Westschweizers Laurent Geslin eine Offenbarung sei und weiter: „Sieben Jahre lang ist der Neuenburger durch den Jura gestreift, hat Fotofallen aufgestellt, Fährten gesucht und hat dem Luchs im Schlafsack aufgelauert. Auf der Spur ist Geslin dem eurasischen Luchs seit zwölf Jahren. (...) Das ist kein Tierfilm aus menschenleeren Weiten anderswo, dieser Film zeigt ein Tierreich mitten in der Schweiz.“